# گرگور فون هلمرسن
گرگور فون هلمرسن (انگلیسی: Gregor von Helmersen; 11 october [سبک قدیمی: 29 september] 1803 – 15 february [سبک قدیمی: 3 february] 1885 (aged 81)) دانشمند در زمینه زمین‌شناسی اهل امپراتوری روسیه بود.